# Break Away
«Break Away» (también llamado como «Breakaway») es una canción escrita por Brian Wilson (su padre Murry Wilson es acreditado en esta canción por haber escrito parte de la letra, bajo el seudónimo Reggie Dunbar), esta canción fue grabada por The Beach Boys en 1969, no se incluyó en ningún álbum de estudio de aquel ese momento.

## Situación de la banda
Más tarde de las sesiones de Smiley Smile, Brian Wilson se fue alejando cada vez más de la producción de canciones de The Beach Boys. Entre los sencillos "Surfer Girl" y "Heroes and Villains", Brian aparecía en los créditos como único productor, pero después de entonces, los créditos pasaron a The Beach Boys. "Break Away" fue el último sencillo en ser acreditado solo a Brian Wilson como productor, hasta "Child of Winter" de 1974.

## Composición
Esta es una canción positiva, habla de como cambiar la vida de uno para. Fue escrita por Brian Wilson y "Reggie Dunbar" (un seudónimo de Murry Wilson). Brian Wilson es el único Beach Boy ha creado algo con su papá.
En el verano de 1969, se lo había llegado a convencer a Brian Wilson se le convenció de salir de su semi-retiro para escribir una canción para los Beach Boys. Sería su último sencillo para Capitol Records, antes de cambiar de compañía discográfica y firmar con el sello Reprise Records. Sin embargo, en los Estados Unidos el sencillo no tuvo mucha difusión debido a la falta de promoción por parte de Capitol.

## Sencillo
Aunque algunos consideran a "Break Away" como una de las mejores canciones del grupo, en su momento de lanzamiento como sencillo, fue un fracaso comercial en los Estados Unidos, alcanzando solo n.º 63, pero en el Reino Unido fue muy exitoso, su pico máximo fue en el puesto n.º 6. En la canción Carl Wilson canta en los versos, con Mike Love, y Al Jardine en el coro. Inicialmente la canción iba a ser publicada con Brian cantando en el primer verso, esa versión no se publicó hasta la compilación Hawthorne, CA de 2001.
En junio de 1975 "Break Away" fue editado otra vez en sencillo con "Celebrate the News" en el lado B, el sencillo fue publicado por Capitol con el catálogo CL 15822, este sencillo fue un lanzamiento exclusivamente para el Reino Unido.

## Publicaciones
"Break Away" no apareció en ningún álbum de estudio. Existen dos versiones, una con Carl cantando el primer verso y otra con Brian cantando la misma parte, se publicó oficialmente la primera, aunque no fue un éxito ha sido compilada en varios álbumes como en Spirit of America de 1975, el compilatorio de grandes éxitos británicos 20 Golden Greats de 1976, Summer Dreams y también fue incluida en el re-lanzamiento de Friends con 20/20 para 1990, Good Vibrations: Thirty Years of The Beach Boys de 1993, Endless Harmony Soundtrack (en donde esta la versión con Brian) de 1998, en The Greatest Hits - Volume 2: 20 More Good Vibrations y Capitol Years ambos de 1999, en The Very Best of The Beach Boys y en Hawthorne, CA apareció la versión en donde Brian Wilson canta el primer verso, ambos álbumes del 2001, en Sounds of Summer: The Very Best of The Beach Boys de 2003, en Platinum Collection: Sounds of Summer Edition de 2005 y en The Warmth of the Sun de 2007.